# Walther P22
La Walther P22 es una pistola semiautomática calibre 5,5 mm, diseñada y fabricada por la compañía de armamento Carl Walther GmbH Sportwaffen. Es distribuida en los Estados Unidos por la compañía Walther America, asociada con la compañía Smith & Wesson.

## Diseño

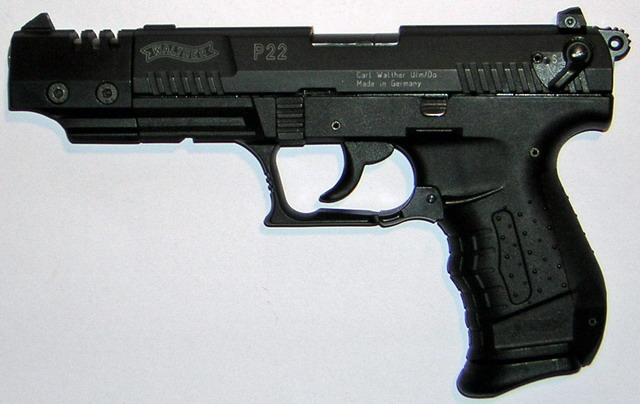
Walther P22 Target.

Exteriormente se asemeja a la Walther P99 pero es algo menor en dimensiones (equivale al 75% de la P99) y utiliza el cartucho .22 Long Rifle. La diferencia más notable es su operación por pulgar, seguro ambidiestro y martillo externo. Posee un cargador con capacidad de 10 cartuchos y su peso es de 430 gramos. 
La Walther P22 puede ser adquirida en su versión con cañón de 8,60 cm (3,4 pulgadas) y 12,70 cm (5 pulgadas), que incluye un compensador de peso (Target). La Walther P22 fue originalmente diseñada para que estos pudieran ser intercambiados fácilmente y paquetes de ambos cañones eran ofrecidos a la venta.